# Joan Manuel de Castella
Joan Manuel de Castella (Escalona, 1282 - Còrdova, 1348), infant de Castella i senyor d'Escalona, Peñafiel i Villena. Ha passat a la història de la literatura castellana, amb el nom de Don Juan Manuel, com un dels principals representants de la prosa medieval de ficció, sobretot gràcies a la seva obra El conde Lucanor, conjunt de contes moralitzants (exempla) que es barregen amb diverses modalitats de literatura sapiencial.

## Llinatge
Fill de l'infant Joan Manuel de Borgonya i de Suàbia i la seva segona esposa, Beatriu de Savoia, net per tant de Ferran III de Castella.
El 1299 es casà a Perpinyà amb Elisabet de Mallorca, filla de Jaume II de Mallorca i Esclarmonda de Foix. D'aquesta unió no en nasqueren fills.
El 5 d'abril de 1312 es casà a Xàtiva amb Constança d'Aragó, filla de Jaume el Just i Blanca de Nàpols. D'aquesta unió nasqueren:
- la infanta Constança Manuel (vers 1320-1345), casada el 1325 amb Alfons XI de Castella i el 1339 amb Pere I de Portugal;
- la infanta Beatriu Manuel, morta molt jove.

El 1329 es casà, en terceres núpcies, amb Blanca de la Cerda. D'aquesta unió en nasqueren:
- l'infant Ferran Manuel (?-1350), senyor d'Escalona, Villena i Peñafiel;
- la infanta Joana Manuel (1339-1381), senyora de Biscaia, casada el 1350 amb Enric II de Castella.

És enterrat al convent de San Pablo de Peñafiel (Valladolid).

## Don Juan Manuel, home de lletres
Joan Manuel de Castella, que ha passat a la història de la literatura amb el nom castellà de Don Juan Manuel, és l'autor d'una de les obres literàries fonamentals de la literatura medieval castellana: El Conde Lucanor. Aquest és un llibre de caràcter didàctic, englobat dins del corrent literari del Mester de Clerecia. La part central del llibre està formada per una col·lecció de 51 contes o exempla d'intenció didàctica, que transmeten ensenyaments morals i pràctics. Els contes segueixen sempre un mateix esquema: el comte Lucanor planteja un problema a Patronio, el seu tutor, i li demana consell. Patronio narra una anècdota de la qual es dedueix una pauta de conducta; després, Don Juan Manuel escriu el conte i afegeix una moral (moraleja) en els dos últims versos (rodolí), que sintetitzen l'ensenyament que es pretén transmetre. La majoria dels relats que apareixen al llibre estan basats en contes tradicionals, llegendes de personatges històrics i faules.
Avui dia es considera que Joan Manuel i el seu equip de col·laboradors van realitzar tota aquesta feina d'edició, traducció i adaptació dels relats tradicionals al castellà, des de l'Escola de Traductors de Toledo, creada pel seu oncle, el rei Alfons X el Savi, considerat l'impulsor de la prosa en castellà.
Alguns dels contes més coneguts d'El Conde Lucanor són aquests:
- Lo que sucedió a una mujer llamada doña Truhana
- Lo que sucedió a un hombre que iba cargado con piedras preciosas y se ahogó en el río
- Lo que ocurrió a un hombre que por pobreza y falta de otro alimento comía altramuces

## Revolta nobiliària
Durant el regnat d'Alfons XI de Castella va ser nomenat el càrrec d'Adelantado mayor de Murcia en diverses ocasions, i un cop casat amb Blanca Nunyez de Lara va tenir un altre enfrontament amb el rei a qui no va voler aportar les seves tropes per voltar Gibraltar amb el seu cunyat Joan III Nunyez de Lara, que fou assetjat a San Juan de Gaztelugatxe; després d'una nova reconciliació, va tornar a trobar un motiu de queixa laboriosament inventat i va acusar el rei de no permetre que la seva filla Constança es casés amb l'infant Pere, futur rei amb el nom de Pedro I; recobrar la gràcia reial a temps per participar en la batalla del riu Salado contra els marínides i en la posterior conquesta d'Algesires.